# Sous-région de Lappeenranta
La sous-région de Lappeenranta (finnois : Lappeenrannan seutukunta) est une sous-région de Carélie du Sud en Finlande. 
Au niveau 1 (LAU 1) des unités administratives locales définies par l'Union européenne elle porte le numéro 091.

## Municipalités
La sous-région de Lappeenranta est composée des municipalités suivantes :
| Blason                | Municipalité               |
| --------------------- | -------------------------- |
| Lappeenrannan vaakuna | Lappeenranta (ville)       |
| Lemin vaakuna         | Lemi (municipalité)        |
| Luumäen vaakuna       | Luumäki (municipalité)     |
| Savitaipaleen vaakuna | Savitaipale (municipalité) |
| Taipalsaaren vaakuna  | Taipalsaari (municipalité) |

## Population
Depuis 1980, l'évolution démographique de la sous-région de Lappeenranta est la suivante,:
| Année      | 1980   | 1985   | 1990   | 1995   | 2000   | 2005   | 2010   |
| ---------- | ------ | ------ | ------ | ------ | ------ | ------ | ------ |
| population | 86 478 | 86 710 | 86 916 | 87 848 | 88 160 | 88 860 | 88 967 |